# Guariento di Arpo
Guariento di Arpo (Piove di Sacco, 1310 – 1370) è stato un pittore italiano.
Essendo piuttosto scarsa la documentazione scritta su questo artista padovano del Trecento, i suoi dati biografici vanno accolti con molta cautela: così, data e luogo di nascita sono solo indiziari, mentre la data di morte va intesa nel senso di un terminus ante quem. Per certo si sa che Arpo non è un toponimo, bensì il nome del padre, e che il pittore fu attivo a Padova al servizio dei signori della città, i Da Carrara, e a Venezia, dal 1338 al 1367.

## A Padova

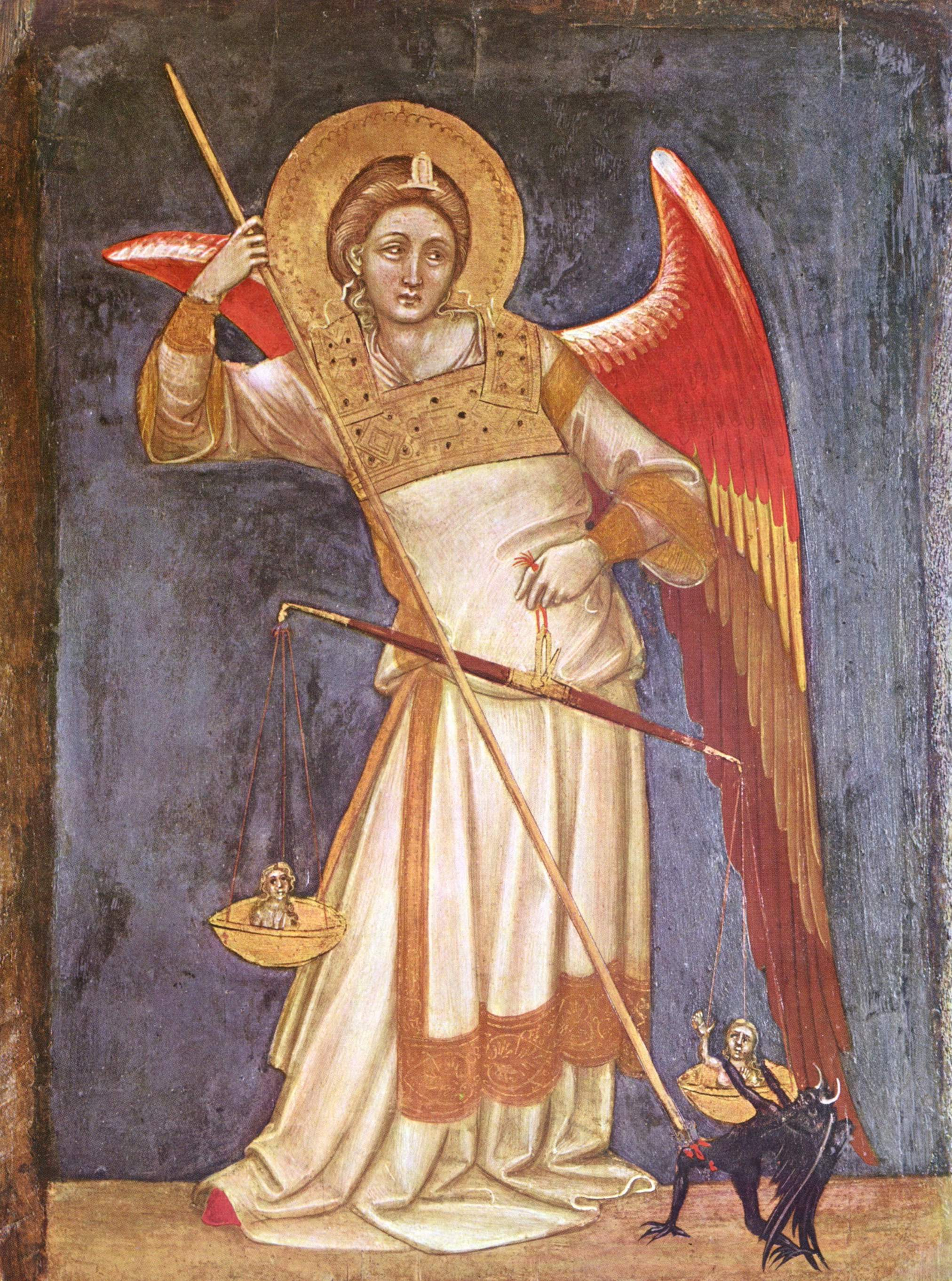
Arcangelo Michele, Musei Civici di Padova.

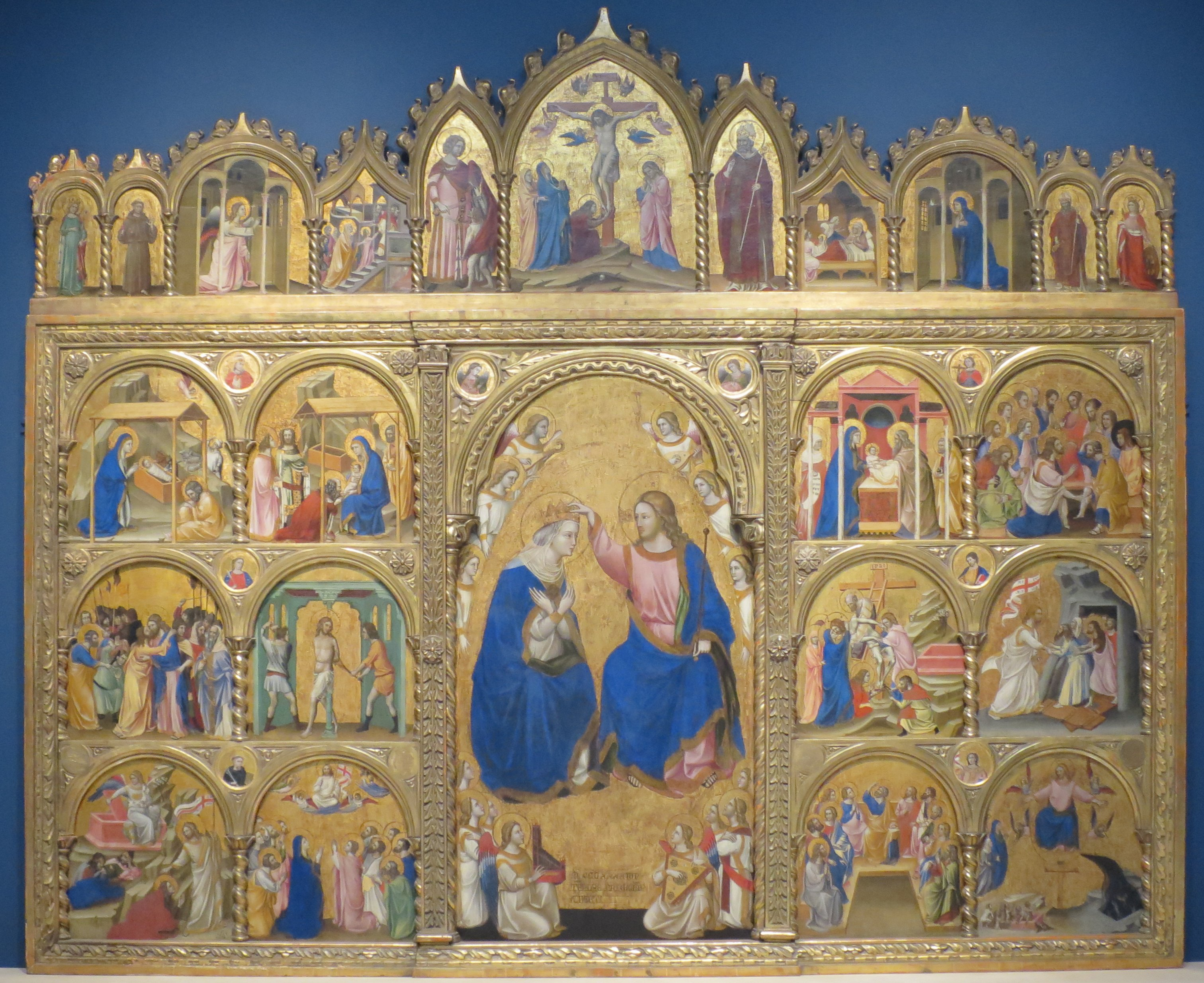
Polittico dell'Incoronazione, 1344, Norton Simon Museum.

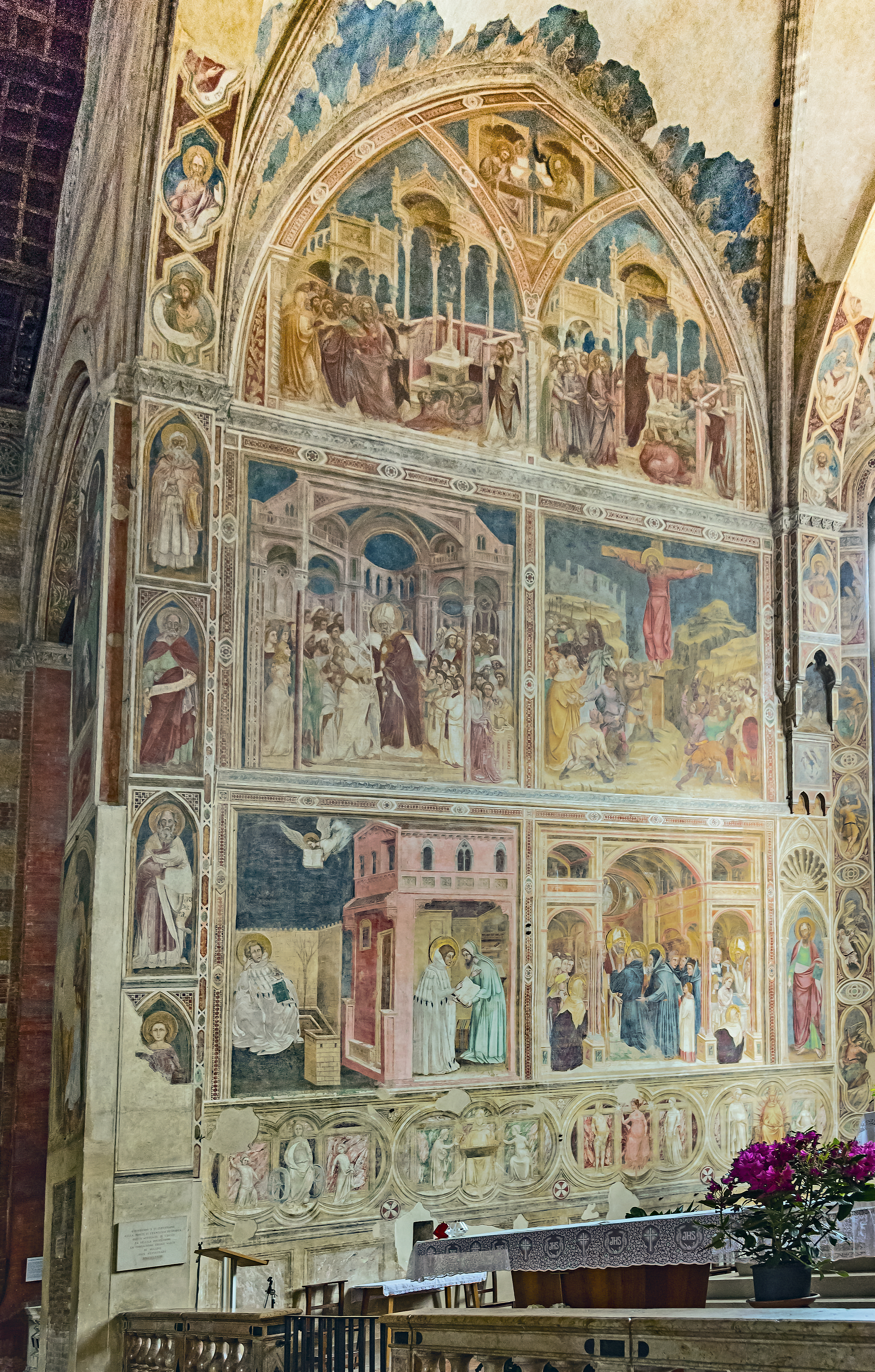
Chiesa degli Eremitani, abside, affreschi con storie dei Santi Giacomo, Filippo e Agostino.

La sua presenza è documentata a Padova, nella chiesa degli Eremitani a partire dal 1338. Prima del 1332 si data l'unica opera firmata del Guariento, una Croce stazionale, ora al Museo civico di Bassano, proveniente dalla chiesa di san Francesco. Il Polittico dell'Incoronazione, proveniente dal duomo di Piove di Sacco, è datato 1344. Già in queste prime opere la probabile formazione giottesca del Guariento manifesta una diversa eleganza gotica, mentre il colore assume timbri raffinati e preziosi. Del 1351 sono le decorazioni a fresco per le tombe di Ubertino e Jacopo I Da Carrara, originariamente nell'abside della chiesa di Sant'Agostino e ora, in pochi frammenti superstiti, agli Eremitani; l'adesione al bizantinismo di Paolo Veneziano si palesa nella ricca decorazione e nella tipologia dei volti, ma la ricerca del realismo resta evidente nella struttura spaziale del trono e nella volontà ritrattistica. Verso il 1357 si data la decorazione della cappella privata della Reggia Carrarese, di cui si conserva un affresco nella pinacoteca Malaspina. Presso la Loggia dei Carraresi restano gli affreschi con le storie veterotestamentarie, dipinte su due fasce e senza soluzione di continuità, caratterizzate da una fresca vena narrativa, mentre le tavole dipinte del soffitto (Madonna col Bambino, San Matteo e Gerarchie angeliche, 57x80 cm) sono in gran parte conservate nel Museo d'arte medievale e moderna di Padova. Vi sono rappresentati i nove cori angelici, nella classica suddivisione in tre gerarchie elaborata dallo Pseudo-Dionigi l'Areopagita nel De coelesti hierarchia, con angeli che proteggono pellegrini e marinai, giudicano le anime dei morti o conculcano e incatenano i demoni.
Nella realizzazione di queste opere egli seguì l'angelologia medievale, con figure sinuose e longilinee, di linearismo tipicamente gotico soprattutto nei sontuosi panneggi falcati, nelle quali infuse una plasticità di derivazione giottesca. Evidente è anche il retaggio bizantineggiante, ancora molto vivo nell'area di influenza veneziana: caratteristiche dell'iconografia bizantina sono, per esempio, l'aspetto ieratico dei personaggi, le loro acconciature calligrafiche, la vacua fissità degli sguardi, le ali "fiammeggianti" o, nelle rappresentazioni dell'Arcangelo Michele qui riprodotte, la preferenza per gli abiti da dignitario di corte con in mano la bilancia per pesare le anime (la cosiddetta "psicostasia"), rispetto a quella occidentale di condottiero delle schiere angeliche contro quelle degli angeli ribelli.
Della prima metà del settimo decennio è la decorazione del presbiterio e dell'abside della chiesa degli Eremitani, con le Storie dei Santi Giacomo Minore, Filippo e Agostino. Nel catino absidale dipinse il Paradiso e nello zoccolo, in finto marmo monocromo, i Sette pianeti e le relative età dell'uomo e le Storie della Passione di Cristo. Le scene narrative sulle pareti del presbiterio sono affrontate con immediatezza quasi popolaresca e con precisione prospettica nei paesaggi e nelle architetture; nello zoccolo Guariento torna al gotico, ma accentuando gli aspetti drammatici nel modo di trattare la linea e il colore.

## A Venezia e Bolzano
A Venezia nel 1361 dipinse le Virtù a monocromo nell'abside della basilica dei Santi Giovanni e Paolo, originariamente collegate alla tomba del doge Dolfin. Nel 1365, sotto il dogato di Marco Corner, gli fu commissionato un grande affresco per la Sala del Maggior Consiglio all'interno del Palazzo Ducale, dove realizzò una monumentale Incoronazione della Vergine davanti alle gerarchie celesti, comunemente conosciuta con il nome di Paradiso e gravemente danneggiata nell'incendio del 1577.
Fu attivo anche a Bolzano, dove affrescò nella Chiesa dei Domenicani la cappella di San Nicola, oggi distrutta.

## Galleria d'immagini

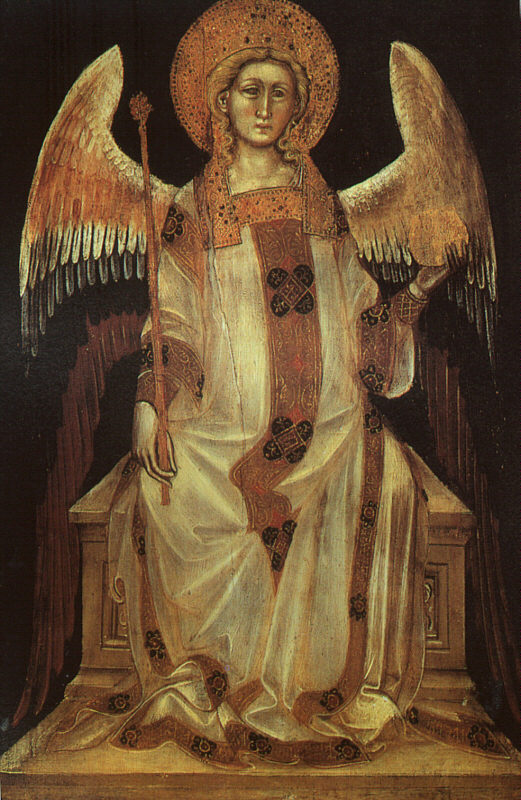
Angelo, Musei Civici di Padova.
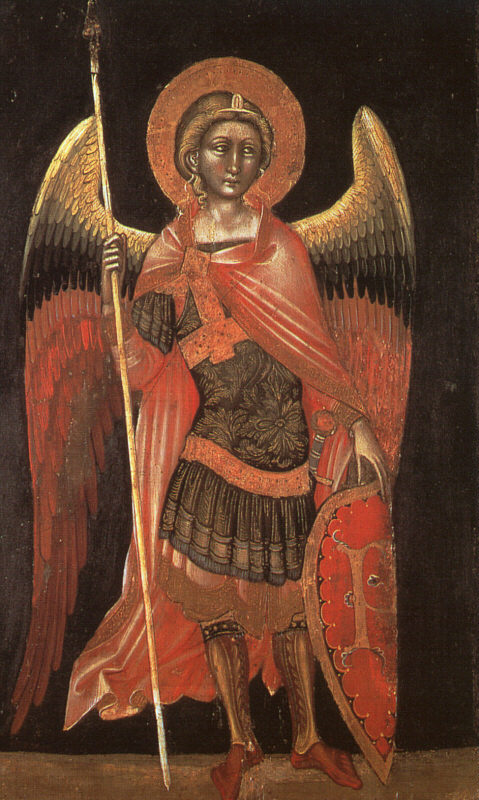
Angelo, Musei Civici di Padova.
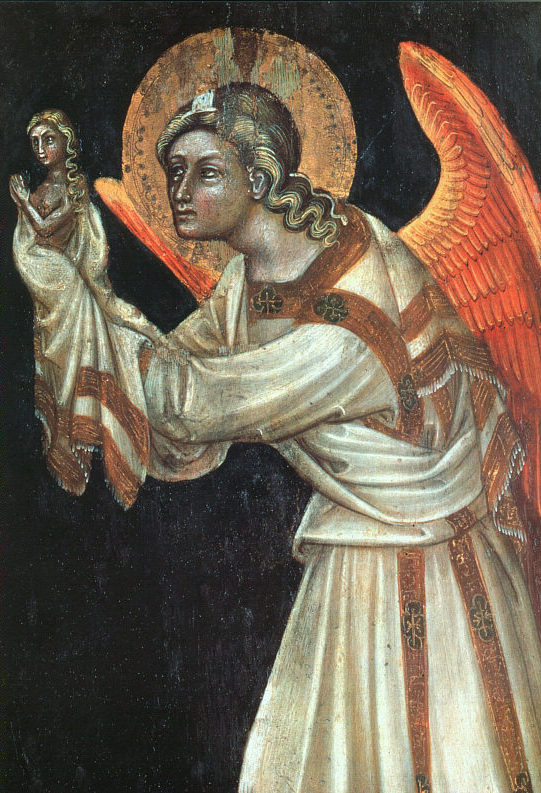
Angelo, Musei Civici di Padova.
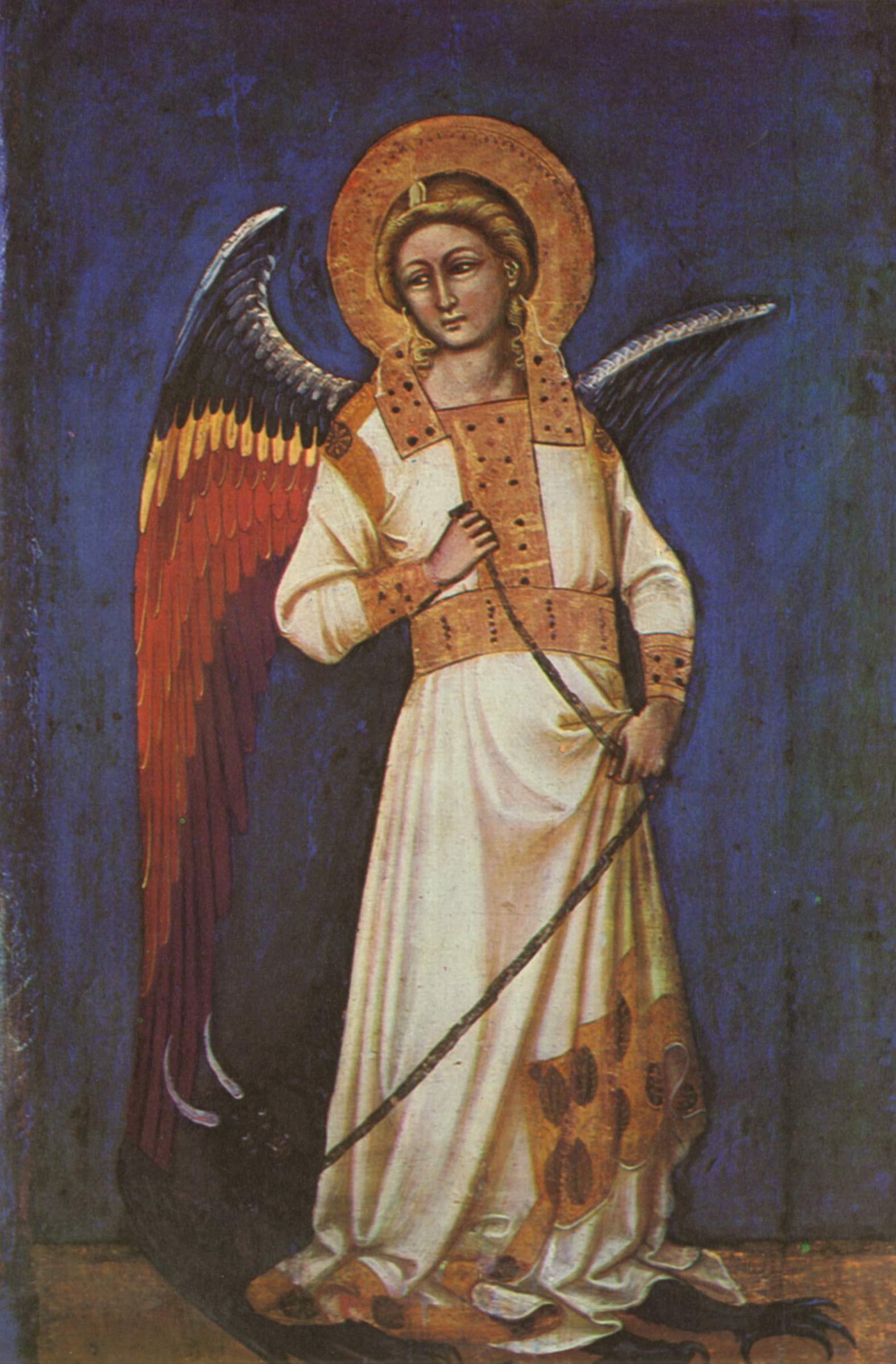
Angelo, Musei Civici di Padova.